# Reichsschuldenverwaltung

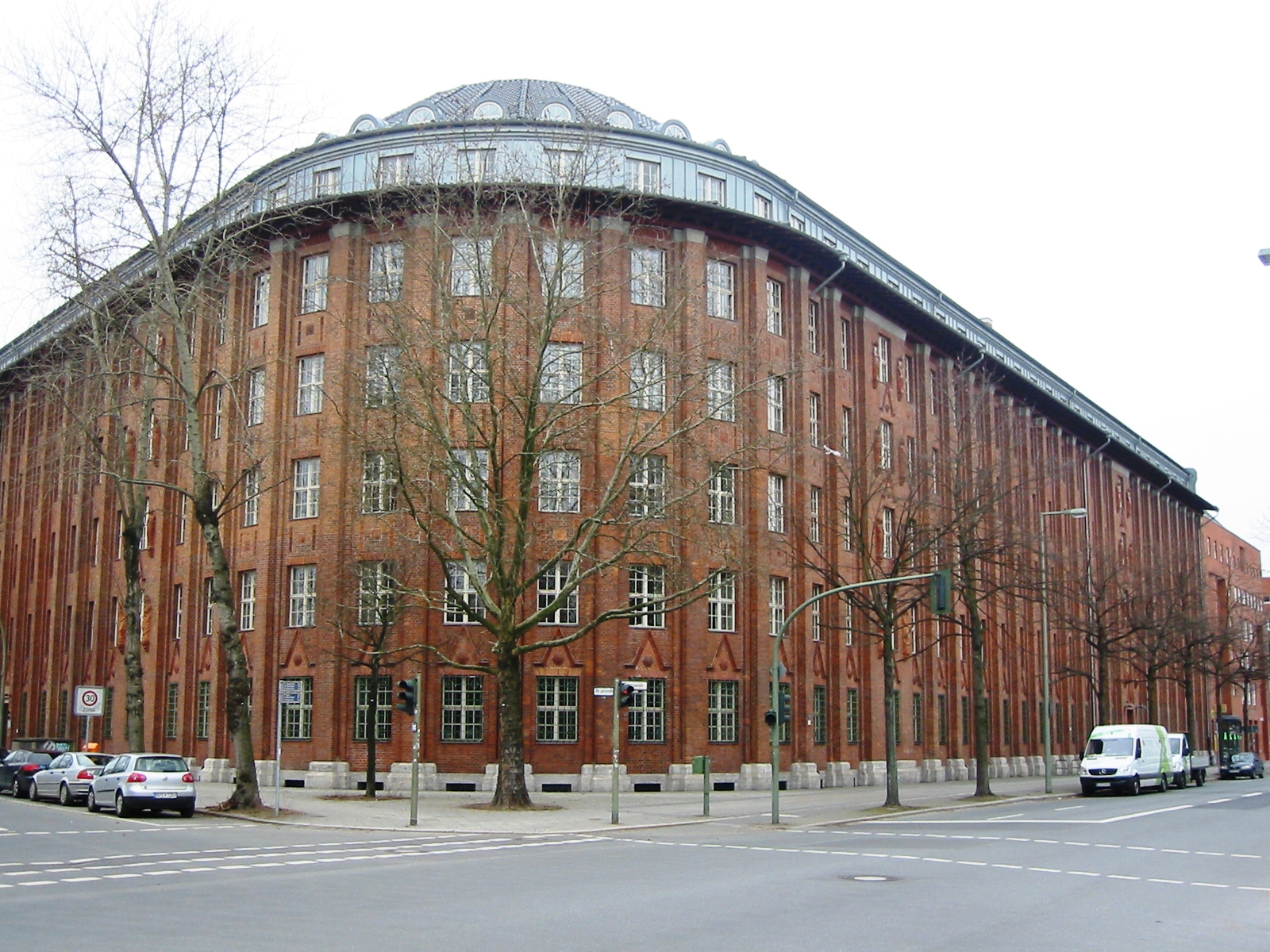
Ehemalige Reichsschuldenverwaltung in der Oranienstraße in Berlin-Kreuzberg, heute Sitz zweier Berliner Senatsverwaltungen

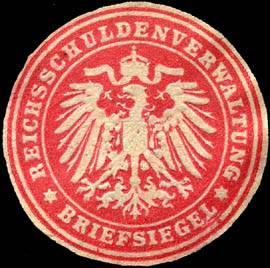
Siegelmarke Briefsiegel – Reichsschuldenverwaltung

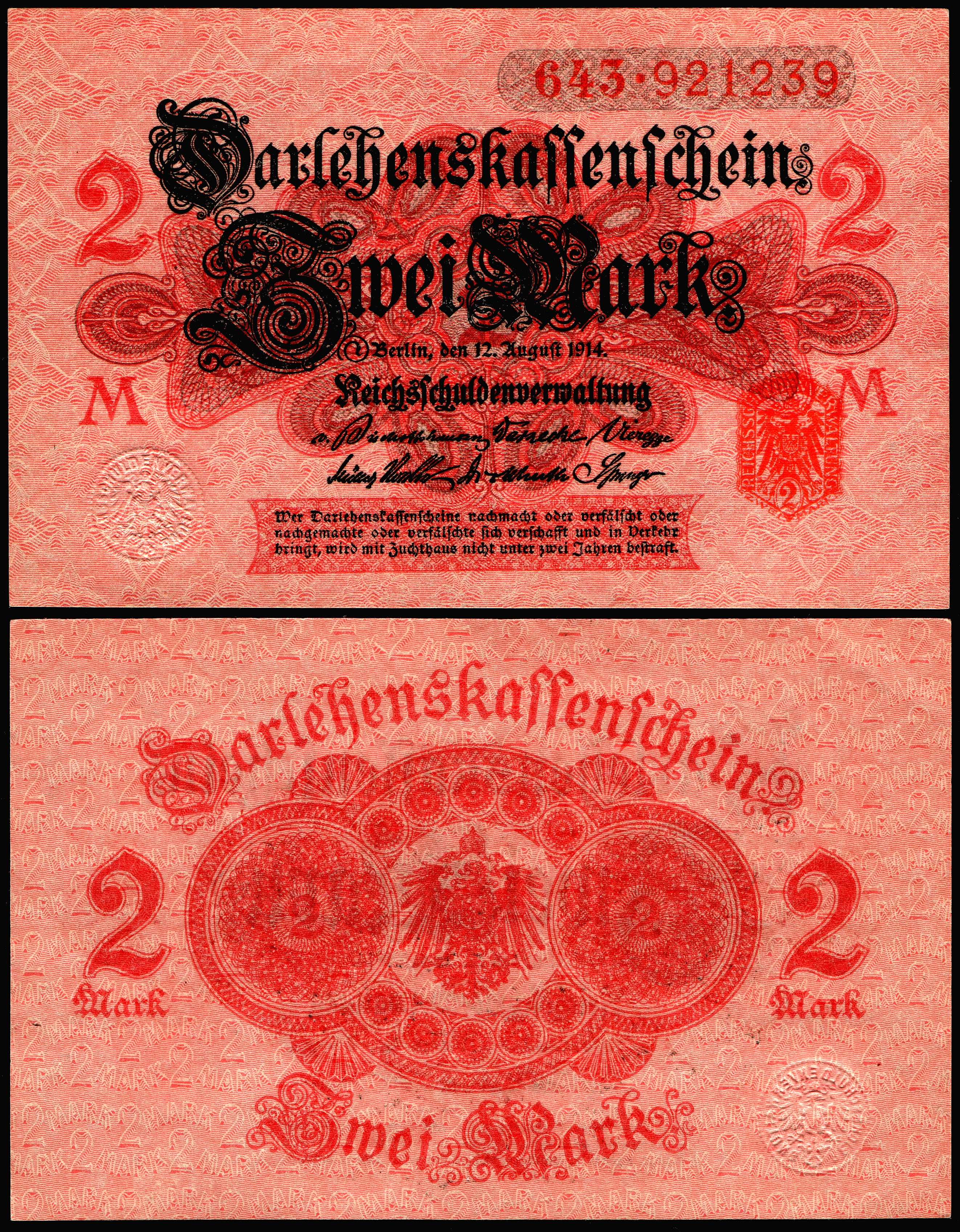
2-Mark-Schein der Reichsschuldenverwaltung von 1914

Die Reichsschuldenverwaltung geht auf die preußische Hauptverwaltung der Staatsschulden zurück, die 1820 gegründet wurde. Mit der Gründung des Norddeutschen Bundes 1867 beziehungsweise des Deutschen Kaiserreiches von 1871 übernahm die Behörde auch die Schuldenverwaltung für das jeweilige Bundesgebiet. Kontrolliert wurde sie durch eine preußische Schuldenkommission beziehungsweise durch eine Reichschuldenkommission. Durch Umbenennung der alten Hauptverwaltung entstand 1900 die Reichsschuldenverwaltung.

## Preußen
Im Zuge der Neuregelung der preußischen Finanzverfassung wurde 1820 die Hauptverwaltung der Staatsschulden gegründet. Diese sollte eine von allen anderen Verwaltungen abgesonderte Behörde sein. Ihr erster Präsident wurde Christian von Rother. Nachdem Preußen eine Verfassung erhalten hatte, wurde die Staatsschuldenverwaltung im Jahr 1850 neu geregelt. Die Hauptverwaltung blieb zwar eine von der allgemeinen Finanzverwaltung getrennte Behörde, wurde aber dem preußischen Finanzministerium unterstellt. Kontrolliert wurde sie seither durch eine Staatsschulden-Kommission.

## Deutsches Reich

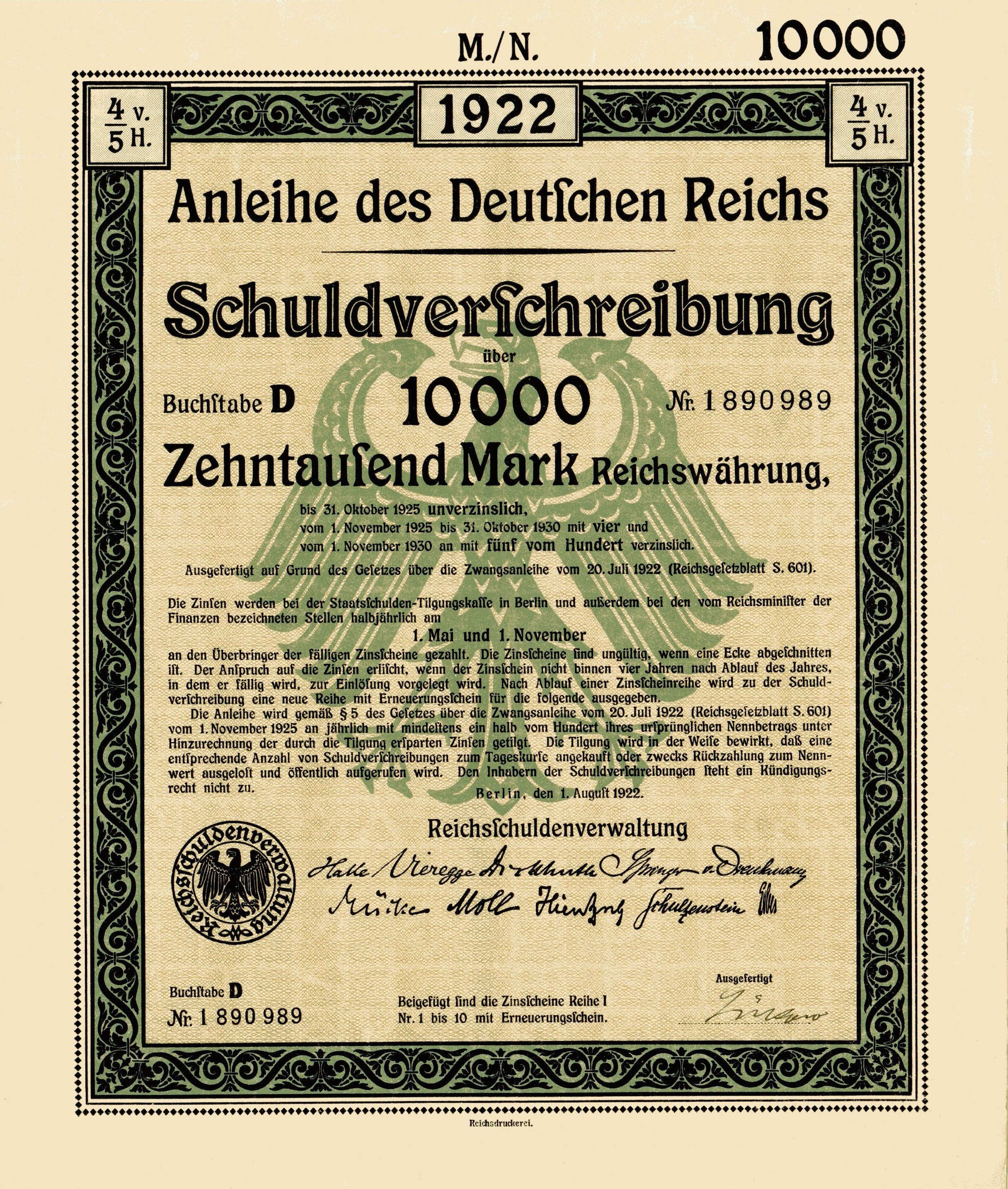
Anleihe über 10000 Mark des Deutschen Reiches vom 1. August 1922, herausgegeben durch die Reichsschuldenverwaltung

Mit der Gründung des Norddeutschen Bundes 1867 beziehungsweise des Deutschen Kaiserreiches von 1871 übernahm die Behörde unter der Bezeichnung auch die Schuldenverwaltung für das Bundesgebiet. Die Behörde übernahm auch die Umwandlung der Anleihen in den alten Währungen in die neue Markwährung. Im Jahr 1883 wurde das preußische Staatsschuldbuch zur Verwaltungsvereinfachung eingeführt.
Im Jahr 1900 wurde eine erste Reichsschuldenverordnung erlassen. Diese fasste verschiedene ältere Gesetze zur Aufnahme und Verwaltung der Reichsschulden zusammen. Die Hauptverwaltung der Staatsschulden wurde gleichzeitig in Reichsschuldenverwaltung umbenannt.

## Reichsschuldenkommission
Die nominelle Leitung lag beim Reichskanzler. Die Kontrolle oblag einer Reichsschuldenkommission. Diese bestand während des Kaiserreichs aus jeweils sechs Mitgliedern des Bundesrates und des Reichstages. Hinzu kam der Präsident des Reichsrechnungshofes. Die Kommission hatte neben der Aufsicht über die Reichsschuldenverwaltung auch die Aufsicht über den Reichskriegsschatz sowie über den Reichsinvalidenfonds inne. Für die letzte Aufgabe wurde die Kommission um weitere fünf Mitglieder verstärkt. Außerdem hatte die Kommission die Ausfertigung, Einziehung und Vernichtung von Reichsbanknoten durch die Reichsbank zur Aufgabe. Für diese Aufgabe trat noch ein vom Kaiser benannter Vertreter hinzu.

## Weimarer Republik
Eine zweite Reichsschuldenordnung wurde 1924 nach der Währungsreform verabschiedet. Sie klärte die Art der Kreditaufnahme und hat gleichzeitig die Unabhängigkeit der Behörde bestätigt. Im gleichen Jahr wurde das neue Gebäude der Reichsschuldenverwaltung in Berlin bezogen.

## Zeit des Nationalsozialismus und Nachkriegszeit
Nach dem Beginn der nationalsozialistischen Herrschaft wurde im Zuge des Ermächtigungsgesetzes von 1933 das Kreditbewilligungsrecht vom Reichstag auf die Reichsregierung übertragen.
Durch Luftangriffe wurden die meisten Schuldbuchakten 1945 vernichtet. Im Jahr 1946 wurde die Schuldenverwaltung der Alliierten Militärkommandantur unterstellt. Die Reichsschuldenverwaltung wurde im März 1948 in „Verwaltungsgruppe für Archive der ehemaligen Reichsschuldenverwaltung“ umbenannt. Im Juli desselben Jahres wurde eine Schuldenverwaltung des Vereinigten Wirtschaftsgebietes gegründet. Daraus ging 1949 die Bundesschuldenverwaltung hervor. Diese wurde 2002 in Bundeswertpapierverwaltung umbenannt. Im August 2006 ist diese schließlich in der Deutschen Finanzagentur aufgegangen.

## Behördenleiter
- 1820–1848: Christian von Rother
- 1848–1861: Heinrich August Christian Natan
- 1861–1874: Busso von Wedell
- 1874–1879: Botho Heinrich zu Eulenburg
- 1879–1892: Friedrich Hermann Sydow
- 1892–1905: Otto von Hoffmann
- 1905–1907: Rudolf von Bitter der Jüngere
- 1907–1918: Alexander von Bischoffshausen
- 1918–1928: Carl Halle
- 1929–1944: Ernst Articus
- 1945 bis 22. Mai 1945: Oskar Georg Fischbach
- 1945–1951: Siegfried Schultzenstein
- 1948–1955: Wilhelm Dieben